# Middle Foster Lake
Middle Foster Lake är en sjö i Kanada.   Den ligger i provinsen Saskatchewan, i den centrala delen av landet, 2 400 km nordväst om huvudstaden Ottawa. Middle Foster Lake ligger 535 meter över havet.
I omgivningarna runt Middle Foster Lake växer i huvudsak blandskog. Trakten runt Middle Foster Lake är nära nog obefolkad, med mindre än två invånare per kvadratkilometer.